# Quay lui (khoa học máy tính)
Quay lui (tiếng Anh: backtracking) là một chiến lược tìm kiếm lời giải cho các bài toán thỏa mãn ràng buộc. Người đầu tiên đề ra thuật ngữ này (backtrack) là nhà toán học người Mỹ D. H. Lehmer vào những năm 1950.

## Giải thích
Các bài toán thỏa mãn ràng buộc là các bài toán có một lời giải đầy đủ, trong đó thứ tự của các phần tử không quan trọng. Các bài toán này bao gồm một tập các biến mà mỗi biến cần được gán một giá trị tùy theo các ràng buộc cụ thể của bài toán. Việc quay lui là để thử tất cả các tổ hợp để tìm được một lời giải. Thế mạnh của phương pháp này là nhiều cài đặt tránh được việc phải thử nhiều tổ hợp chưa hoàn chỉnh, và nhờ đó giảm thời gian chạy.
Phương pháp quay lui có quan hệ chặt chẽ với tìm kiếm tổ hợp

## Cài đặt
Về bản chất, tư tưởng của phương pháp là thử từng khả năng cho đến khi tìm thấy lời giải đúng. Đó là một quá trình tìm kiếm theo độ sâu trong một tập hợp các lời giải. Trong quá trình tìm kiếm, nếu ta gặp một hướng lựa chọn không thỏa mãn, ta quay lui về điểm lựa chọn nơi có các hướng khác và thử hướng lựa chọn tiếp theo. Khi đã thử hết các lựa chọn xuất phát từ điểm lựa chọn đó, ta quay lại điểm lựa chọn trước đó và thử hướng lựa chọn tiếp theo tại đó. Quá trình tìm kiếm thất bại khi không còn điểm lựa chọn nào nữa.
Quy trình đó thường được cài đặt bằng một hàm đệ quy mà trong đó mỗi thể hiện của hàm lấy thêm một biến và lần lượt gán tất cả các giá trị có thể cho biến đó, với mỗi lần gán trị lại gọi chuỗi đệ quy tiếp theo để thử các biến tiếp theo. Chiến lược quay lui tương tự với tìm kiếm theo độ sâu nhưng sử dụng ít không gian bộ nhớ hơn, nó chỉ lưu giữ trạng thái của một lời giải hiện tại và cập nhật nó.
Để tăng tốc quá trình tìm kiếm, khi một giá trị được chọn, trước khi thực hiện lời gọi đệ quy, thuật toán thường xóa bỏ giá trị đó khỏi miền xác định của các biến có mâu thuẫn chưa được gán (kiểm tra tiến - forward checking) và kiểm tra tất cả các hằng số để tìm các giá trị khác đã bị loại trừ bởi giá trị vừa được gán (lan truyền ràng buộc - constraint propagation).

## Heuristic
Người ta thường sử dụng một số phương pháp heuristic để tăng tốc cho quá trình quay lui. Do các biến có thể được xử lý theo thứ tự bất kỳ, việc thử các biến bị ràng buộc chặt nhất (nghĩa là các biến có ít lựa chọn về giá trị nhất) thường có hiệu quả do nó tỉa cây tìm kiếm từ sớm (cực đại hóa ảnh hưởng của lựa chọn sớm hiện hành).
Các cài đặt quay lui phức tạp thường sử dụng một hàm biên, hàm này kiểm tra xem từ lời giải chưa đầy đủ hiện tại có thể thu được một lời giải hay không, nghĩa là nếu đi tiếp theo hướng hiện tại thì liệu có ích hay không. Nhờ đó, một kiểm tra biên phát hiện ra các lời giải dở dang chắc chắn thất bại có thể nâng cao hiệu quả của tìm kiếm. Do hàm này hay được chạy, có thể tại mỗi bước, nên chi phí tính toán các biên cần tối thiểu, nếu không, hiệu quả toàn cục của thuật toán sẽ không được cải tiến. Các hàm kiểm tra biên được tạo theo kiểu gần như các hàm heuristic khác: nới lỏng một số điều kiện của bài toán.

## Ví dụ
Sử dụng chiến lược quay lui dùng để giải bài toán liệt kê các cấu hình. Mỗi cấu hình được xây dựng bằng cách xây dựng từng phần tử, mỗi phần tử được chọn bằng cách thử tất cả các khả năng.

### Phương pháp
Giả thiết cấu hình cần liệt kê có dạng {\displaystyle (x_{1},x_{2},...,x_{n})}. Khi đó thuật toán quay lui được thực hiện qua các bước sau:
1) Xét tất cả các giá trị {\displaystyle x_{1}} có thể nhận, thử cho {\displaystyle x_{1}} nhận lần lượt các giá trị đó. Với mỗi giá trị thử cho {\displaystyle x_{1}} ta sẽ:
2) Xét tất cả các giá trị {\displaystyle x_{2}} có thể nhận, lại thử cho {\displaystyle x_{2}} nhận lần lượt các giá trị đó. Với mỗi giá trị thử gán cho {\displaystyle x_{2}} lại xét tiếp các khả năng chọn {\displaystyle x_{3}}... cứ tiếp tục như vậy đến bước:
n) Xét tất cả các giá trị {\displaystyle x_{n}} có thể nhận, thử cho {\displaystyle x_{n}} nhận lần lượt các giá trị đó, thông báo cấu hình tìm được {\displaystyle (x_{1},x_{2},...,x_{n})}.

### Mô tả
Thuật toán quay lui có thể được mô tả bằng đoạn mã giả (pseudocode) sau:
{Thủ tục này thử cho {\displaystyle x_{i}} nhận lần lượt các giá trị mà nó có thể nhận}
procedure Try(i: Integer);
begin
  for (mọi giá trị có thể gán cho {\displaystyle x_{i}}) do
    begin
 <Thử cho {\displaystyle x_{i}}:= V>;
      if ({\displaystyle x_{i}} là phần tử cuối cùng trong cấu hình) then
 <Thông báo cấu hình tìm được>
      else
        begin
 <Ghi nhận việc cho {\displaystyle x_{i}} nhận giá trị V (Nếu cần)>;
          Try(i + 1); {Gọi đệ quy để chọn tiếp {\displaystyle x_{i+1}}}
        end;
 <Nếu cần, bỏ ghi nhận việc thử {\displaystyle x_{i}}:= V, để thử giá trị khác>;
    end;
end;
(Thuật toán quay lui sẽ bắt đầu bằng lời gọi Try(1);)
Ta có thể trình bày quá trình tìm kiếm lời giải quả thuật toán quay lui bằng cây sau: